# Longji
Longji (kinesiska: 龙集) är en köping i sydvästra Kina. Den ligger i stadsdistriktet Rongchang i storstadsområdet Chongqing, omkring 110 kilometer väster om det centrala stadsdistriktet Yuzhong. Antalet invånare är 10 111. Befolkningen består av 5 011 kvinnor och 5 100 män. Barn under 15 år utgör 21,0 %, vuxna 15-64 år 63 %, och äldre över 65 år 15,0 %.